# Indennità di espropriazione
L'indennità di espropriazione è un principio giuridico stabilito dall'ordinamento italiano per cui un soggetto che soggiaccia ad espropriazione per pubblica utilità abbia il diritto a percepire un indennizzo per la privazione coatta di un bene o di un diritto. 
Nella normativa italiana la stima dell'indennità di esproprio è fatta da una commissione composta da tre tecnici: uno nominato dall'espropriato, uno nominato dal beneficiario dell'esproprio e uno nominato dal Tribunale civile per il territorio; se espressamente richiesto dall'espropriato. Nel caso in cui l'espropriato non richieda la facoltà di scegliere questa formula, la stima verrà effettuata dalla Commissione provinciale espropri.
A seconda dell'opera da realizzare (pubblica o privata a fini pubblici) la stima dell'indennità andrà fatta in modo differente. Come tutte le varie disposizioni sulle espropriazioni fanno capo al Testo Unico 327 dell'8/6/2001 corretto dal D. Lgs. 302/2002 e integrato dal D. Lgs 330/2004.

## Tipologie

### Indennità opere private di pubblica utilità
L'art. 36 del T.U. afferma che l'indennità di esproprio viene calcolata nella misura del valore venale del bene; dove per valore venale si intende:
- il valore di mercato del bene in caso di espropriazione totale;
- il valore complementare della parte espropriata in caso di espropriazione parziale.

Dall'esecuzione dell'opera l'espropriato può trarne vantaggio perciò l'importo del vantaggio andrà detratto dall'indennità che comunque non potrà essere superiore a metà del valore dell'indennità stessa.
Queste disposizioni valgono per: terreni agricoli, aree fabbricabili e fabbricati. Nel caso in cui l'importo del vantaggio da detrarre dall'indennità superi il valore di un quarto dell'indennità stessa, è possibile per il proprietario del bene abbandonare il bene e ricevere l'interezza dell'indennità, senza alcuna detrazione per il vantaggio percepito. L'ente espropriante ha però facoltà di rifiutare l'abbandono del bene, purché versi al proprietario una somma pari ad almeno tre quarti dell'indennità, considerata senza tener conto del vantaggio ottenuto.

### Indennità per area fabbricabile espropriata da soggetto pubblico
L'indennità di esproprio viene calcolata anche in questo caso nella misura del valore venale del bene, dove si ricorda il paragrafo precedente è il valore di mercato del bene. Si deve però tenere conto del fatto che queste aree possono essere utilizzate per interventi di riforma economico-sociale; in tal caso l'indennità dovrà essere ridotta del 25%.
Nel caso di cessione volontaria l'indennità andrà aumentata del 10% come previsto dalla legge. Nel caso in cui ci sia riforma economico-sociale e cessione totale contemporaneamente si applicheranno entrambi i coefficienti. Per questo tipo di indennità si ha un'aggiunta che spetta al proprietario coltivatore diretto pari a un VAM ovvero valore agricolo medio determinato dall'Agenzia delle entrate. Il valore agricolo medio è calcolato in base alla destinazione e all'ubicazione del terreno.

### Indennità per area non fabbricabile espropriata da soggetto pubblico
In questo particolare caso il valore dell'indennità è pari al valore agricolo che in Estimo si intende il valore di mercato del bene. La peculiarità è che in questo valore va tenuto conto delle colture effettivamente realizzate e dei manufatti edilizi sull'area. Prima della Sentenza della Corte Costituzionale n°181 del 7 Giugno 2011 il valore di questo tipo di aree era calcolato sulla base dei del valore agricolo medio (VAM), determinato dall'Istituto centrale di statistica che ha suddiviso l’intero territorio nazionale in regioni agrarie delimitate, come previsto dalla legge 22 ottobre 1971, n. 865. Anche in questo caso spetta un'indennità aggiuntiva pari ad un VAM al proprietario coltivatore diretto o al fittavolo che coltivi il fondo da almeno un anno.